# Suite Lírica (Berg)

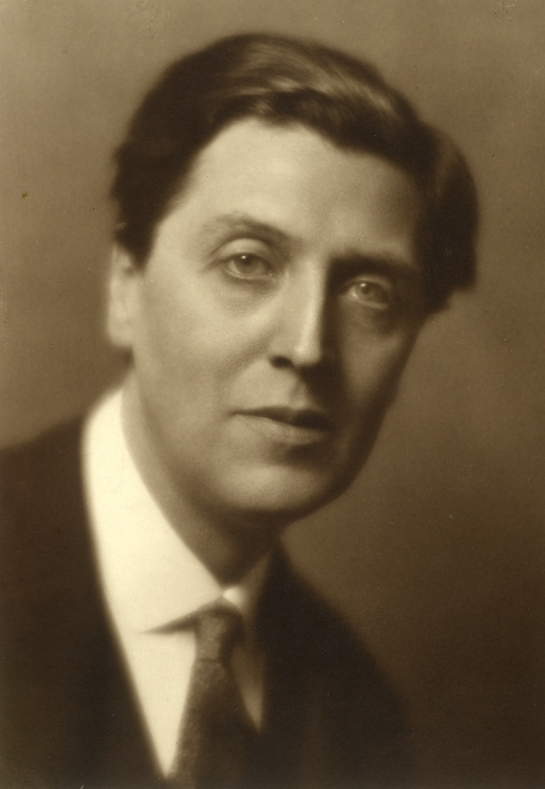
Berg en 1927.

La Suite Lírica (título original en alemán: Lyrische Suite für Streichquartett). es una obra musical en seis movimientos escrita para cuarteto de cuerda por el compositor austríaco Alban Berg entre los años 1925 y 1926, utilizando métodos derivados de la técnica dodecafónica desarrollada por su maestro Arnold Schönberg.  Aunque al ser publicada fue dedicada a Alexander von Zemlinsky (quien es citado en la Suite), se ha descubierto que la obra posee una "dedicatoria secreta", a su amante Hanna Fuchs-Robettin así como también hay evidencias de que posee un programa oculto. El propio Berg arregló tres números para orquesta de cuerda.

## Estructura y análisis
Esta pieza musical se estructura en los siguientes movimientos:
1. Allegretto gioviale
2. Andante amoroso
3. Allegro misterioso - Trio estatico
4. Adagio appassionato
5. Presto delirando - Tenebroso
6. Largo desolato

### Series
Primer movimiento
De acuerdo con George Perle, clases de alturas. También lo describe de la siguiente manera: La serie es la serie secundaria que fue utilizada anteriormente en 1925, en la primera obra dodecafónica de Berg, su segundo arreglo de Schliesse mir die Augen beide.
Tercer movimiento

Serie del movimiento 1.

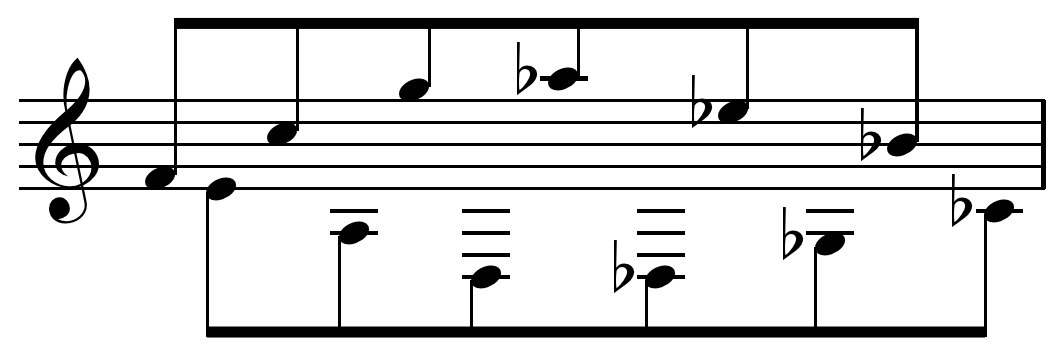
Serie del movimiento 1.

De acuerdo con Wolfgang Stroh, clases de altura y alturas.

Serie del movimiento 3.

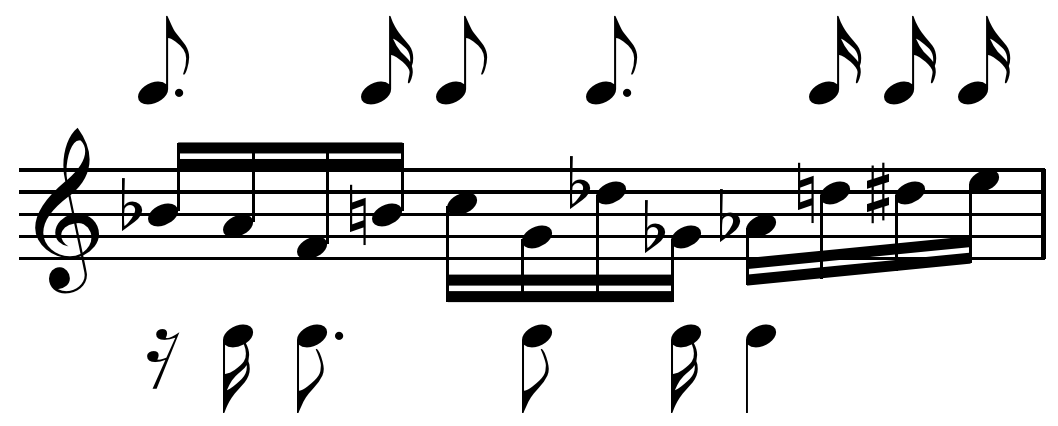
Serie del movimiento 3.

Cuarto movimiento
Serie 1
Serie 2, derivada de la serie 1.

### Ritmo estructural

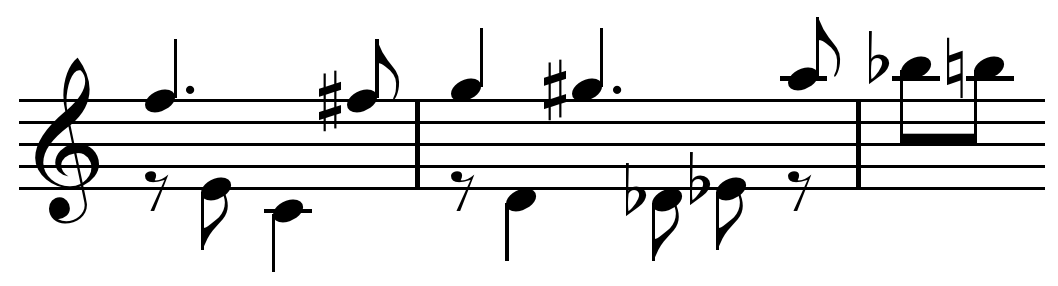
Ritmo estructural. Stroh.

De acuerdo con Erwin Stein, amigo de Berg y discípulo también de Schönberg, «La obra (I y IV parte, la parte principal de la III y la sección central de la V). fue escrita con estricta observancia a la técnica dodecafónica de Schönberg. Un grupo de 12 tonos diferentes constituyen la materia prima de la obra, y las partes que son tratadas de manera más "libre" aún así guardan cierta relación con esta técnica.»
Según René Leibowitz (1947) la obra «está completamente escrita utilizando la técnica dodecafónica, posee forma sonata pero sin sección de desarrollo. La reexposición aparece directamente seguida a la exposición. Sin embargo, debido a la tan avanzada técnica de variación empleada en el método dodecafónico, "todo" está en este movimiento en perpetuo desarrollo.»
Sin embargo, el primer análisis musical de la obra fue realizado por Hans Redlich en 1957, quien advierte que «el primer movimiento de la 'Suite Lírica' se desarrolla a partir del desorden de los intervalos del primer compás, notas las cuales, colocándolas horizontalmente, presentan la escala cromática completa, y a partir de aquí en los compases siguientes, aparece la Serie Básica de manera ya temática.»
Theodor Adorno llamó a este cuarteto «una ópera latente» describe «el vocalismo oculto de la 'Suite Lírica', a pesar de no tener conocimiento de la utilización de materiales de Baudelaire en el último movimiento, descifrado por Douglas M. Green en 1976 de lo que George Perle llama "notaciones crípticas de Berg".» Perle descubrió una copia completa de la primera edición con anotaciones de Berg hechas para Hanna Fuchs-Robettin, la hermana de Franz Werfel, con quien Berg tuvo una relación amorosa en la década de 1920.
Berg utilizó el motivo La-Si-Sib-Fa (A-B-H-F en notación germana), para combinar Alban Berg (A.B.) y Hanna Fuchs-Robettin (H.F.) Esto se hace notar sobre todo en el tercer movimiento. Berg también cita una melodía de la Sinfonía Lírica de Alexander von Zemlinsky en el cuarto movimiento, que originalmente utilizaba las palabras "tú eres mío". En el último movimiento, de acuerdo con el propio análisis de Berg, «el total del material, también el elemento tonal... así como el "motivo de Tristán" es desarrollado "bajo estricta observancia a la serie dodecafónica.»
A pesar de las aseveraciones de Berg y otros, George Perle, sin embargo «no había sido avisado, mientras Leibowitz y Redlich estaban aún escribiendo sus respectivos libros, que todo lo que se encontraba en el "estrictamente dodecafónico" primer movimiento debía ser derivado de un único ordenamiento serial de las 12 notas de la escala cromática.» Además, él «reconoció que los primeros tres acordes generan segmentos tetracórdicos de una sola presentación del círculo de quintas y al final de esa misma página, compases 7-9, el violonchelo realiza una presentación lineal del mismo círculo.» El segundo violín presenta la segmentación tetracordal de mismo círculo de quintas justas", de nuevo en la reexposición también.

## Discografía selecta
De esta pieza se han realizado una serie de grabaciones entre las que destacan las siguientes.
- c.1935 – Alban Berg, Suite Lyrique pour quatuor à cordes. Galimir Quartet (Polydor).
  - Reeditada en 1937 Chicago: Brunswick (Polydor).
  - Reeditada en 1991 en Récital du Quatuor Galimir. Maurice Ravel, Darius Milhaud (Fondation Armand Panigel).
  - Reeditada en 1999 en The Galimir Quartet of Vienna: The Polydor Recordings, 1934-35 (Rockport Records).
  - Reeditada en 1991 en Webern conducts Berg. BBC Symphony Orchestra, Anton Webern, Louis Krasner, (violín) (Continuum).
- 1958 – 75 Jahre Donaueschinger Musiktage 1921-1996. LaSalle Quartet. Reeditado en 1996 (Col Legno WWE).
- c.1960 – Alban Berg: Lyric Suite. Pro Arte Quartet (Dial 5).
- 1972 – Arnold Schoenberg, Alban Berg, Anton Webern: Die Streichquartette. LaSalle Quartet (DG).
  - Reeditada en Alban Berg: Lyrische Suite für Streichquartett; Streichquartett, op. 3 (DG).
- 1983 – Alban Berg Lyric Suite 1926; String Quartet, op. 3. Galimir Quartet (Vanguard).
- 1987 – Neue Wiener Schule: Schoenberg, Berg, Webern Streichquartette. LaSalle Quartet (DG).
- 1994 – Arditti Quartet Edition, Vol. 1: Alban Berg. Arditti Quartet. 1989 grabación, 1994 edición, 2000 reedición (Naïve Montaigne).
- 1950 – Alban Berg: Lyric Suite. Juilliard String Quartet (Columbia).
  - Reeditada en Arnold Schoenberg, Complete string Quartets. Alban Berg, Anton Webern (United Archives).
- 1961 – Alban Berg. Lyric Suite; Arnold Schoenberg: Verklärte Nacht. Ramor Quartet, Edith Lorincz (viola). & Zsolt Deaky (violonchelo) (Vox).
  - Reeditada en 1965 en Alban Berg: Lyric Suite and String Quartet, op. 3. Kohon Quartet (Turnabout).
- 1961 – Alban Berg: Lyric Suite; Anton Webern: Fünf Sätze. Juilliard String Quartet (RCA Victor).
  - Reeditada en 2005 Juilliard String Quartet plays Berg, Carter, Schuman. Elliott Carter, William Schuman (Testament).
- 1970 – Ludwig van Beethoven, Quartetto op. 135; Alban Berg, Suite lirica. Juilliard String Quartet. Grabado por Radiotelevisione della Svizzera Italiana, Ascona, Switzerland el 24 de agosto de 1970. Reeditada en 1995 (Ermitage). Reeditada (Aura Music).
- 1974 –  Alban Berg. Streichquartett, op. 3 (1910).; Lyrische Suite: (1925/26). Alban Berg Quartet (Telefunken).
- 1990 – Karl Weigl: Streichquartett A-Dur, Op. 4; Alban Berg: Lyrische Suite. Artis-Quartett Wien (Orfeo).
- 1991 – Alban Berg: Suite lyrique; Henri Dutilleux: Ainsi la nuit; Anton Webern: Langsamer Satz. Quatuor Ludwig (Timpani).
- 1991 – Alban Berg: Lyric Suite;  Giuseppe Verdi: String Quartet in E minor. Vogler Quartett (RCA Victor).
- 1993 – Arnold Schoenberg: String Quartet No. 1 in D minor, op. 7; Alban Berg: Lyric Suite. Pražák Quartet, Vanda Tabery (Praga).
  - Reeditada en 2000 en Alban Berg: Quartet Op. 3, Lyric Suite.... Pražák Quartet, Vanda Tabery (Prajac Digital).
- 1996 – Intimate Letters. Juilliard String Quartet (Sony Classical).
- 1997 – Alban Berg: Lyric Suite; Arnold Schoenberg: Verklärte Nacht. Duke Quartet, Helen Kamminga (viola), Sophie Harris (violonchelo) (Collins Classics).
- 2000 – Alban Berg, Anton Webern: Complete String Quartets. Leipziger Streichquartett. Andreas Seidel, Tilman Büning (violines), Ivo Bauer (viola), Matthias Moosdorf (violonchelo), Christiane Oelze (soprano) (MDG).
- 2003 – Berg: Lyric Suite. Kronos Quartet, Dawn Upshaw (Nonesuch).
- 2003 – Oslo String Quartet Plays Jean Sibelius, Hugo Wolf, Alban Berg. Oslo String Quartet. Geir Inge Lotsberg, Per Kristian Skalstad (violines), Are Sandbakken (viola), Øystein Sonstad (violonchelo) (CPO).
- 2007 – Alban Berg, String Quartet, op. 3, Lyric Suite; Hugo Wolf: Italienische Serenade. New Zealand String Quartet (Naxos).
- 2010 – Schoenberg, Webern, Berg. Arnold Schoenberg: String Quartet n.º 2 op. 10, con soprano. Anton Webern: 6 bagatelles, op. 9, incluyendo una bagatela inédita Langsam: "Schmerz immer, Blick nach oben". Alban Berg: Lyric Suite, incluyendo Largo desolato: "De profundis clamavi" con voz, de una partitura escrita por Berg. Quatuor Diotima, Sandrine Piau (soprano). & Marie-Nicole Lemieux (contralto) (Naïve).